# Cuchimilco

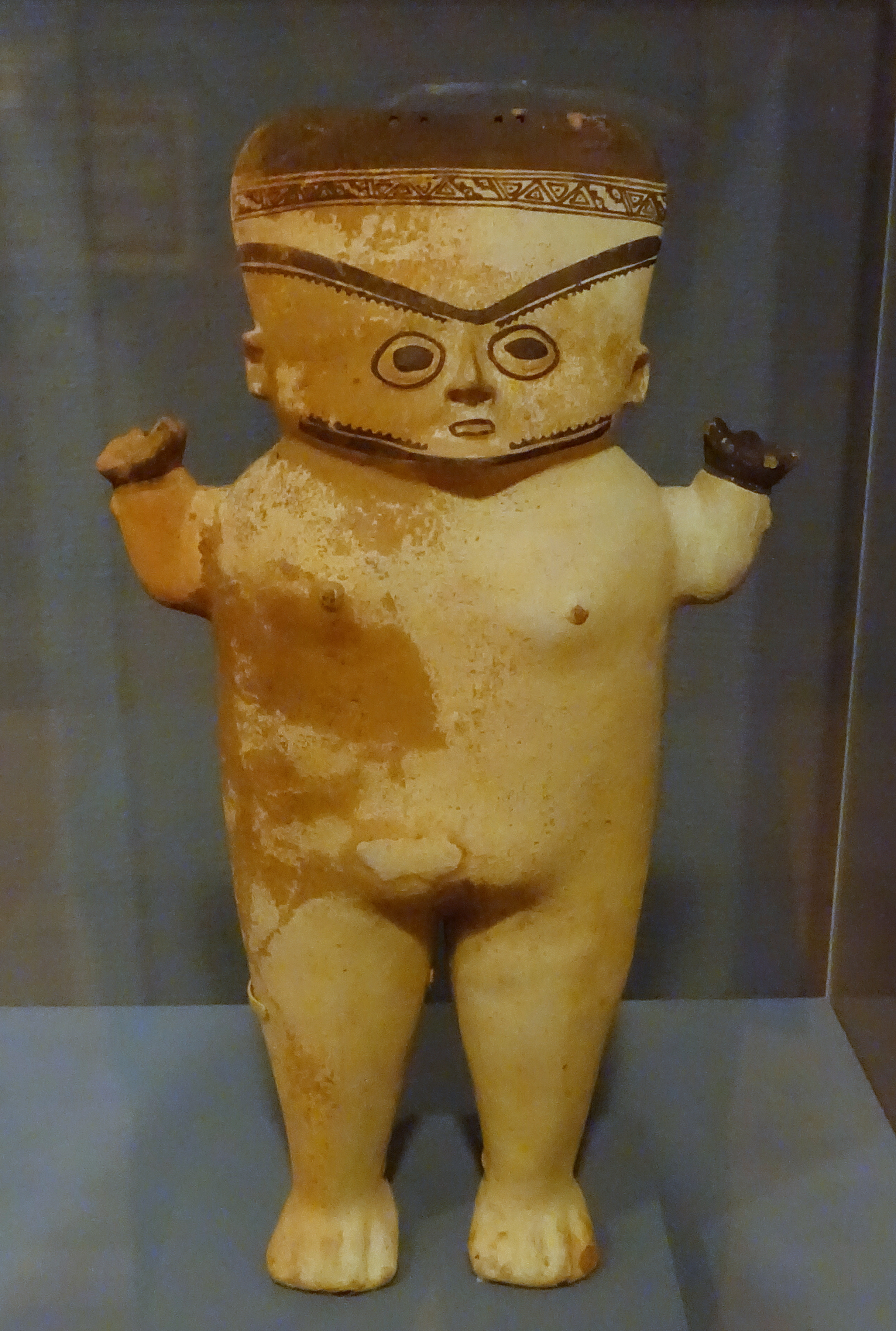
Cuchimilco. Representación femenina.

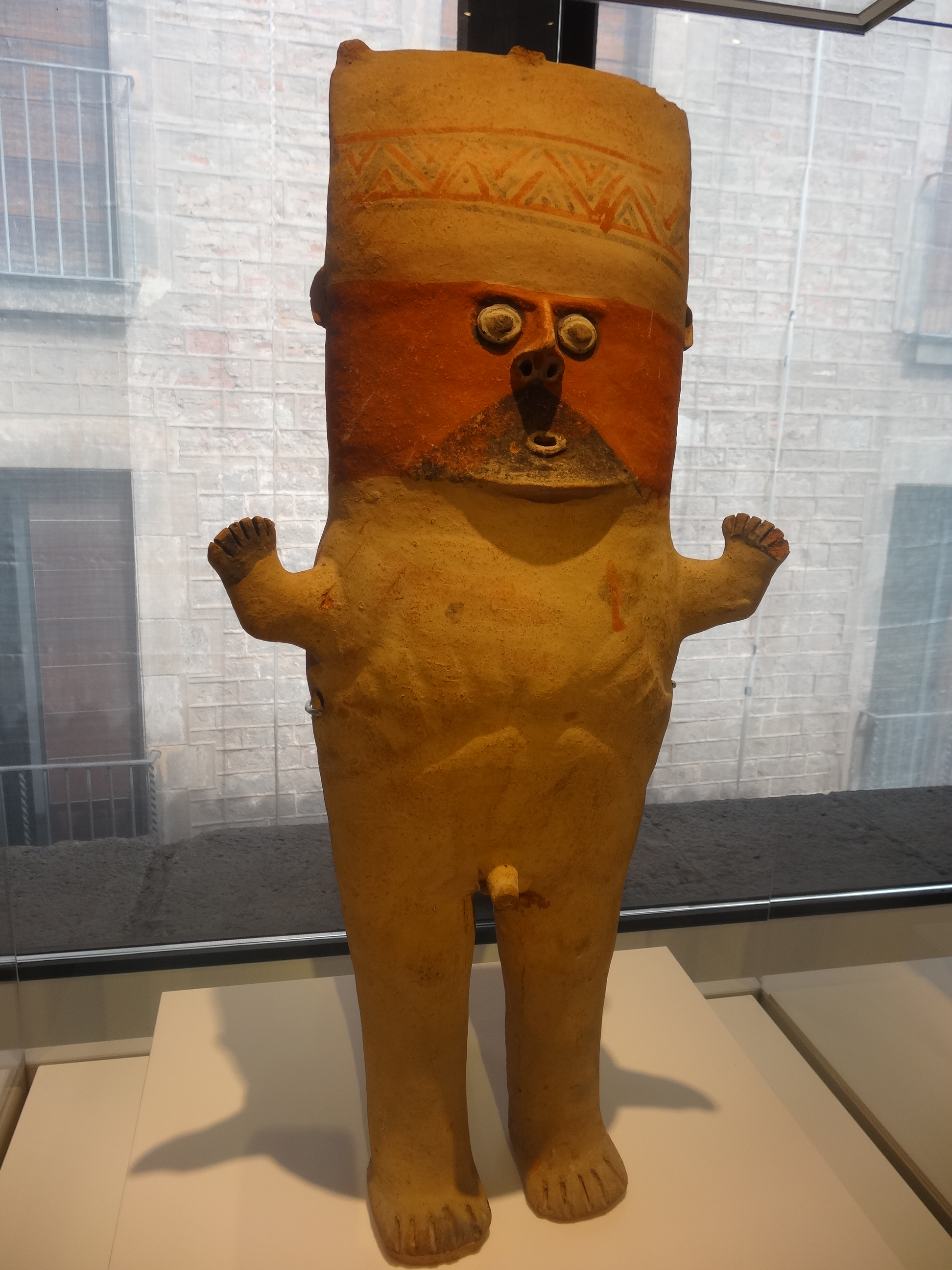
Cuchimilco. Representación masculina.

Los cuchimilcos son unas estatuillas de arcilla pertenecientes a la cultura chancay. Esta se desarrolló entre los años 1200 y 1470 en la costa central del Perú, y tenía su centro en la actual provincia de Huaral, en la región de Lima. 

## Descubrimiento
Se cuentan por decenas de miles los cuchimilcos que se han hallado en los sitios arqueológicos de la cultura Chancay. La mayoría de estos yacimientos fueron depredados por huaqueros y las piezas fueron adquiridas por coleccionistas privados. Una de las mayores colecciones de cuchimilcos se halla en el Museo Amano de Miraflores, obra del célebre coleccionista japonés Yoshitaro Amano. Otra colección importante está en el Museo de Chancay.
En las últimas décadas, el arqueólogo Walter Tosso, especialista en la cultura chancay, se ha dedicado al estudio y la conservación del yacimiento de Pisquillo, sede de un antiguo cementerio chancay de donde provienen miles de cuchimilcos.

## Origen del nombre
Según Walter Tosso, cuchimilco es un vocablo que no pertenece a ninguna lengua prehispánica conocida del Antiguo Perú, y que parece ser una palabra compuesta de la lengua náhuatl (similar a xochi-milco), es decir de la zona de Mesoamérica (México y Centroamérica). Lo que implicaría que se trata de un nombre surgido en época contemporánea, aunque es un enigma la razón por lo que fueron denominadas así las estatuillas. Tosso presume que surgió en las décadas de 1940 y 1950, durante el intenso contrabando entre huaqueros y coleccionistas de todo el mundo.
Una versión popular afirma que Cuchimilco deriva de cuchi (nombre que los nativos del Perú dieron al cerdo traído por los españoles), por estar cerca de chancherías o criaderos de cerdo los yacimientos arqueológicos donde se hallaron las estatuillas.  Sea cual sea la verdad, lo único que se puede asegurar es que el nombre surgió en época muy posterior a la prehispánica. Es por eso que algunos arqueólogos muestran reparos en usar ese nombre, aunque otros se resignan al uso popular que se ha impuesto.

## Descripción
Los cuchimilcos son estatuillas de barro macizo, decoradas con pigmentos, que representan figuras humanas con los brazos cortos y extendidos, como dispuestos para volar o invitando un abrazo. Pueden estar desnudos, semidesnudos o vestidos, pero en cualquier caso, muestran los genitales, distinguiéndose su condición masculina o femenina.  Otra peculiaridad es que las facciones del rostro están pintadas, al igual que un tocado o gorro en la cabeza, sobre los que aparecen unos orificios para colocar plumas.
En su mayoría fueron hallados en las tumbas de la cultura chancay. En las tumbas más antiguas suelen encontrárselas en parejas, hombre y mujer, pero en las posteriores aparecen solo representaciones femeninas. Estatuillas similares también aparecen en las culturas Lima y Chincha, aunque no en la cantidad que presenta Chancay.

## Significado
Walter Tosso considera que el cuchimilco es la representación en tamaño menor de un dios muy venerado en la cultura chancay. En el Museo Amano se conserva un ídolo chancay tallado en madera y de un metro de alto, con similares características al cuchimilco, lo que abonaría  a favor de dicha tesis. El hecho de que la mayoría de estatuillas sean de representaciones femeninas mostrando los genitales, hace presumir que estén relacionadas con el culto a la fertilidad.
Destaca el hecho que siendo Chancay una cultura de poca expansión, haya producido tal cantidad de cuchimilcos, que fueron destinados al comercio. Se usaban incluso moldes para fabricarlos, aunque dando algunas características específicas a cada representación, de acuerdo al pedido del solicitante.

## Inspiración de la mascota de los Juegos Panamericanos 2019

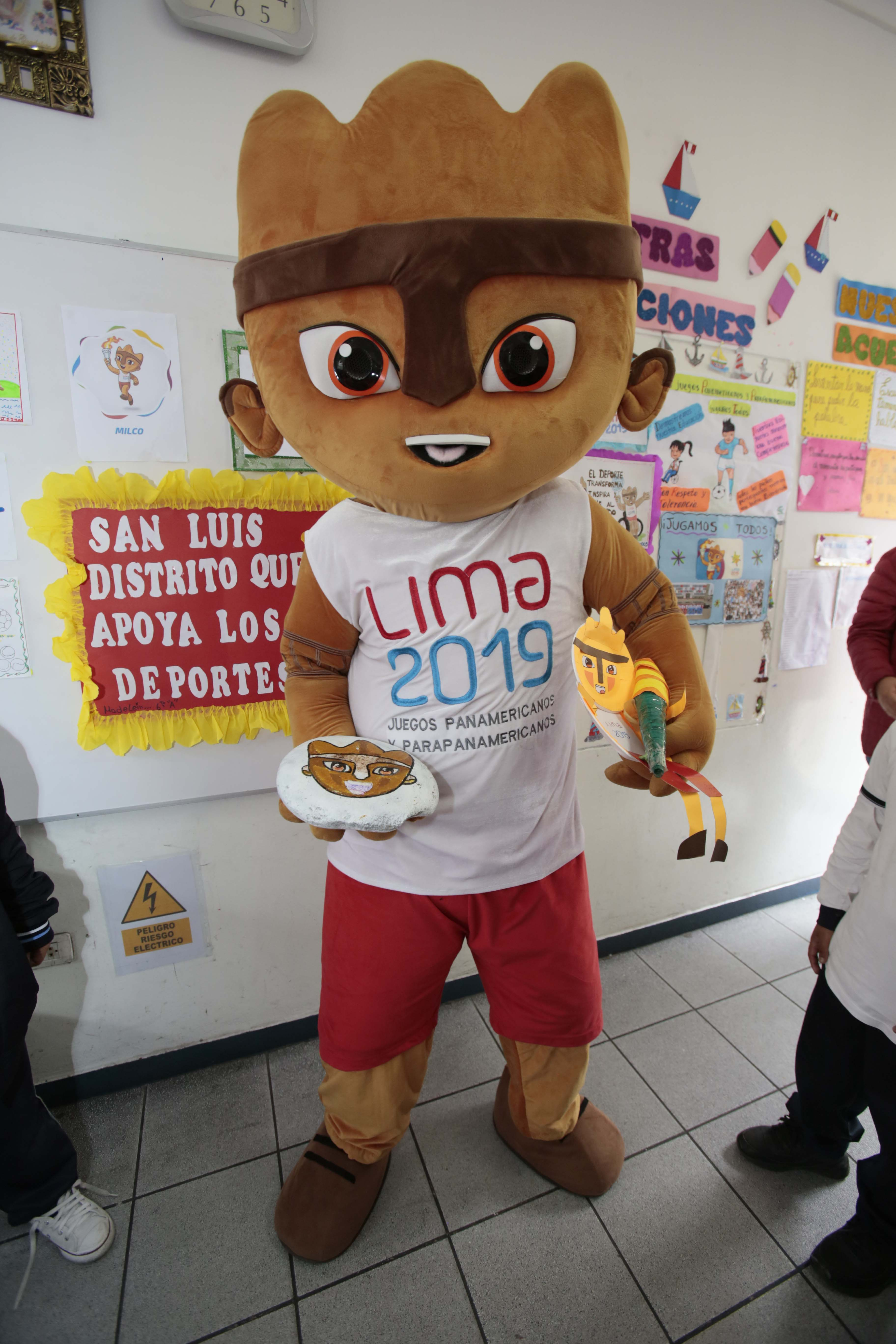
Milco, mascota de Lima 2019

Inspirada en los cuchimilcos, la diseñadora Andrea Medrano creó a Milco, personaje ficticio que ganó el concurso en el que se eligió a la mascota de los Juegos Panamericanos de 2019, a realizarse en Lima. Lo que motivó a la diseñadora para su creación fue la peculiar posición de brazos abiertos de esas estatuillas, que reinterpretó como la hospitalidad que ofrece el Perú al extranjero, además de pertenecer a una cultura del Norte Chico (norte de Lima).